# داداریو (سازنده)
داداریو (به انگلیسی: D'Addario) سازنده سیم و لوازم جانبی سازهای موسیقی در درجه اول برای ساز گیتار و دیگر سازها می‌باشد.

## برند و محصولات
- برند داداریو روی بسیاری از محصولات از جمله سیم‌ها و تسمه‌های گیتار استفاده می‌شود.
- اونس درام‌هد (Evans Drumheads) نام تجاری مورد استفاده برای محصولات پوست طبل است که برای درامرها طراحی و استفاده می‌شود، از جمله لول ۳۶۰ (Level 360)، که در سال ۲۰۱۳ معرفی شد.
- پرو-مارک درام‌استیکس (ProMark drumsticks) که یک خط تولید چوبک طبل است.
- داداریو وودویندز (D’Addario Woodwinds) که یک خط تولید سازهای بادی است.
- داداریو ارکسترال (D'Addario Orchestral) که یک خط تولید محصولات زهی ارکسترال می‌باشد.

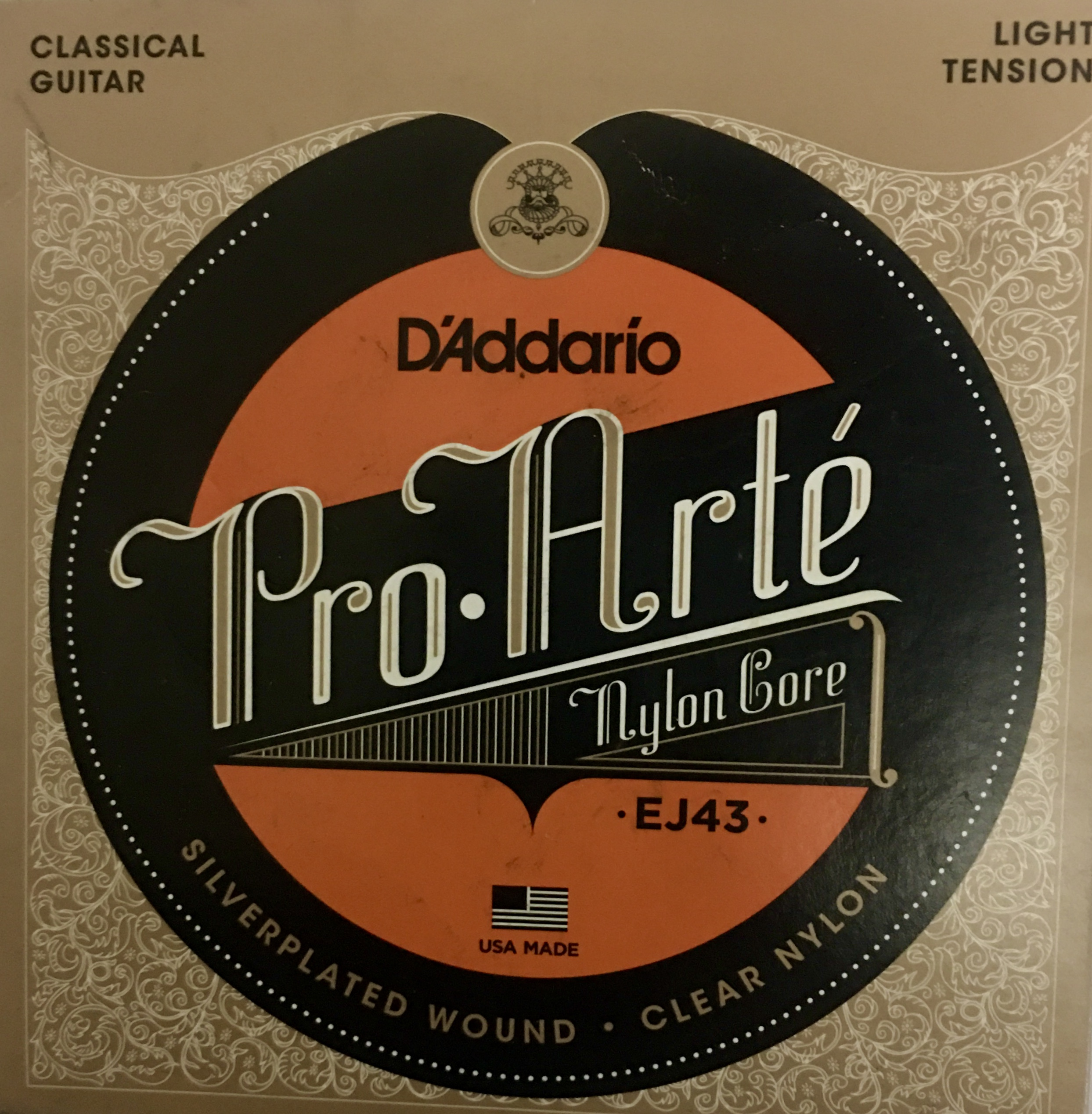
سیم گیتار داداریو مدل EJ43